# 圣萨蒂南 (夏朗德省)
圣萨蒂南（法語：Saint-Saturnin，法語發音：[sɛ̃ satyʁnɛ̃]）是法国夏朗德省的一个市镇，属于昂古莱姆区。

## 地理
圣萨蒂南（45°39'38"N, 0°2'41"E）面积13.38 平方千米，位于法国新阿基坦大区夏朗德省，该省份为法国西部内陆省份，北起德塞夫勒省和维埃纳省，东临上维埃纳省，东南至多尔多涅省，南至多爾多涅省，西接滨海夏朗德省。
与圣萨蒂南接壤的市镇（或旧市镇、城区）包括：努埃尔河畔阿涅尔、尚米永、弗莱阿克、耶尔萨克、利纳尔、特鲁瓦帕利。

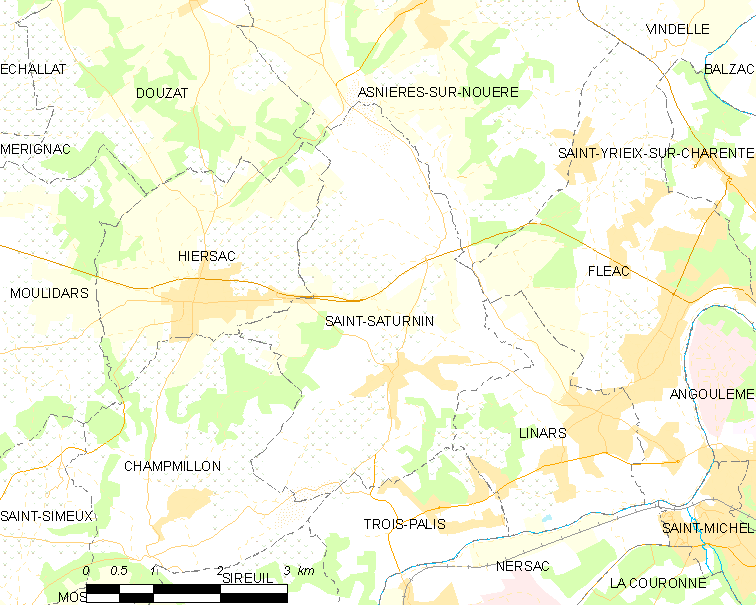
的OSM定位图

圣萨蒂南的时区为UTC+01:00、UTC+02:00（夏令时）。

## 行政
圣萨蒂南的邮政编码为16290，INSEE市镇编码为16348。

## 政治
圣萨蒂南所属的省级选区为努埃尔河谷县。

## 人口

1962-2008年间人口变化图示

圣萨蒂南于2022年1月1日时的人口数量为1273人。